# マルクス・ブルクハルト
マルクス・ブルクハルト（Marcus Burghardt、1983年6月30日- ）は、ドイツ、ツショパウ出身の自転車競技選手。

## 経歴

### 2005年
- T-モバイル（現、チーム・コロンビア＝HTC）と契約を結んでプロロードレース選手に転向。
- ドワルス・ドール・フラーンデレン 4位
- ブエルタ・ア・エスパーニャに出場し、総合76位。

### 2007年
- ヘント〜ウェヴェルヘム 優勝
- E3プライス・フラーンデレン 3位
- ツール・ド・フランスに出場し、総合127位。
- ヘッセンツアー 区間2勝(第3・第5)・総合6位

### 2008年
- ツール・ド・フランスに出場。第18ステージにて同レース初勝利を挙げた。

### 2009年
- オムロープ・ヘット・フォルク 5位
- E3プライス・フラーンデレン 10位
- ロンド・ファン・フラーンデレン 7位
- ヘント〜ウェヴェルヘム 7位
- ザクセン・ツアー 総合4位

### 2010年、
- BMC・レーシングチームに移籍。
- ツアー・オブ・カタール 総合5位。
- ツアー・オブ・オマーン 総合7位。
- ツール・ド・スイスで第5ステージ、第7ステージをステージ優勝し活躍した。

### 2011年
- ツアー・オブ・カタール 総合9位。

### 2013年
- ツール・ド・ロマンディ 山岳賞

### 2017年
- ボーラ＝ハンスグローエに移籍
- ドイツ選手権　優勝（ロードレース）

## エピソード
2007年のツール・ド・フランス第9ステージで、ラブラドール・レトリバーと接触、落車するという珍事件を起こし、世界中で話題になった。